# (36211) 1999 TM152
1999 تي أم 152 (ويعرف أيضًا باسم (36211) 1999 تي أم 152 وفق تسمية الكوكب الصغير) (بالإنجليزية: 1999 TM152)‏ هو كويكب ضمن حزام الكويكبات؛ وترتيبه 36211 من حيث الاكتشاف.
اكتُشف هذا الجُرم الفلكي بواسطة بحث لنكولن عن الكويكبات القريبة من الأرض في 7 أكتوبر 1999.

## وصلات خارجية
- (36211) 1999 TM152 في قاعدة بيانات مختبر الدفع النفاث لأجرام النظام الشمسي الصغيرة

- الاكتشاف · مخطط المدار ·  العناصر المدارية · المعلمات المادية

- (36211) 1999 TM152 على موقع ويكي سكاي: DSS2, SDSS, GALEX, IRAS, Hydrogen α, X-Ray, Astrophoto, Sky Map, Articles and images